# Roustabout
Roustabout är en amerikansk långfilm från 1964 i regi av John Rich, med Elvis Presley, Barbara Stanwyck, Joan Freeman och Leif Erickson i rollerna. Elvis gjorde själv stunten i filmen.

## Handling
Denna film utspelar sig på ett nöjesfält som är nära en konkurs. Men affärerna förbättras när Elvis blir en diversearbetare. 

## Rollista
| Elvis Presley    | – Charlie Rogers |
| Barbara Stanwyck | – Maggie Morgan  |
| Joan Freeman     | – Cathy Lean     |
| Leif Erickson    | – Joe Lean       |
| Sue Ane Langdon  | – Madame Mijanou |
| Pat Buttram      | – Harry Carver   |
| Joan Staley      | – Marge          |
| Dabbs Greer      | – Arthur Nielsen |
| Steve Brodie     | – Fred           |
| Norman Grabowski | – Sam            |
| Jack Albertson   | – Lou            |
| Jane Dulo        | – Hazel          |
| Joel Fluellen    | – Cody Marsh     |
| Wilda Taylor     | – Little Egypt   |